# Ronny Andersen
Ronny Andersen (født 5. november 1979) er en dansk heraldiker og kongelig våbenmaler, en position han overtog efter Aage Wulff. Andersen blev student fra Haderslev Katedralskole i 1999, og læste derefter historie og dansk på Syddansk Universitet, hvor han blev cand.mag. i 2009. Siden 2011 har han været redaktør for Skandinavisk Vapenrulla.
Han har bl.a. komponeret våbnene for en række nye kommuner efter Strukturreformen i 2007:
- Billund Kommune
- Egedal Kommune
- Faxe Kommune
- Frederikssund Kommune
- Guldborgsund Kommune
- Hillerød Kommune
- Ikast-Brande Kommune
- Langeland Kommune
- Vejen Kommune

I 2011 designede han udgaverne af rigsvåbenet som benyttes på 10- og 20-kronemønterne i Danmark. Han designede også den heraldisk inspirerede bagside til jubilæumsmønten til Dronningens 40 års regeringsjubilæum i 2012.